# Atlapetes
Az Atlapetes a madarak osztályának verébalakúak (Passeriformes) rendjébe és a Passerellidae családjába tartozó nem.

## Rendszerezés
A nembe az alábbi 28 faj tartozik:
- Atlapetes albofrenatus
- Atlapetes semirufus
- Atlapetes personatus
- Atlapetes albinucha
- Atlapetes melanocephalus
- Atlapetes pallidinucha
- Atlapetes pileatus
- Atlapetes flaviceps
- Atlapetes fuscoolivaceus
- Atlapetes tricolor
- Atlapetes leucopis
- Atlapetes latinuchus
- Atlapetes blancae
- Atlapetes rufigenis
- Atlapetes forbesi
- Atlapetes melanopsis
- Atlapetes schistaceus
- Atlapetes leucopterus
- Atlapetes albiceps
- halványfejű bozótpinty (Atlapetes pallidiceps)
- Atlapetes seebohmi
- Atlapetes nationi
- Atlapetes canigenis
- Atlapetes terborghi
- Atlapetes melanolaemus
- Atlapetes rufinucha
- Atlapetes fulviceps
- Atlapetes citrinellus